# Girls (série de televisão)
Girls foi uma série da HBO, criada e estrelada por Lena Dunham ("Hanna Horvath" na série). O espetáculo é um olhar cômico às humilhações sortidas e triunfos raros de um grupo de garotas em seus 20 anos vivendo na cidade de Nova Iorque.

## Enredo
Girls narra a história de Hannah Horvath, uma aspirante a escritora que precisa se virar sozinha depois que seus pais decidem retirar a ajuda financeira. Com 24 anos, a protagonista é acomodada, insegura, mimada e que tem sérios problemas de autoestima, compondo um personagem complexo e que pode evoluir bastante ao longo da série.
Além de Hanna, Girls também apresenta Marnie Michaels (Allisson Williams), uma recepcionista da galeria de arte, cujo sonho é trabalhar com questões ambientais. Ela é apresentada como a mais “responsável” do grupo, mas mesmo assim vive um relacionamento completamente enfadonho com alguém que não combina com ela. Já Jessa Johansson (Jemima Kirke) é uma britânica estudante de filosofia, que afirma ter viajado pelos quatro cantos do planeta. Seu estereótipo é o da garota descolada e bem resolvida, mas logo percebemos que as coisas não são exatamente da forma que ela demonstra. A última personagem é Shoshanna Shapiro (Zosia Mamet), a prima de Jessa. Entre todas as garotas, esta foi a que menos teve destaque no piloto, sendo mostrada apenas como uma pessoa boba e ingênua, que adora Sex and the City.

## Lista de Episódios
| Temporada | Episódio | Título                                    | Duração | Data de exibição (Original) | Data de exibição (Brasil) | Data de exibição (Portugal) |
| --------- | -------- | ----------------------------------------- | ------- | --------------------------- | ------------------------- | --------------------------- |
| 01        | 01       | amendoa                                   | 32"     | 15/04/2012                  | 23/07/2012                | 26/08/2012                  |
| 01        | 02       | Vagina Panic                              | 32"     | 22/04/2012                  | 03/08/2012                | A exibir                    |
| 01        | 03       | All Adventurous Women Do                  | 32"     | 29/04/2012                  | 06/08/2012                | A exibir                    |
| 01        | 04       | Hannah’s Diary                            | 32"     | 06/05/2012                  | 13/08/2012                | A exibir                    |
| 01        | 05       | Hard Being Easy                           | 32"     | 13/05/2012                  | 20/08/2012                | A exibir                    |
| 01        | 06       | The Return                                | 32"     | 20/05/2012                  | A exibir                  | A exibir                    |
| 01        | 07       | Welcome to Bushwick a.k.a The Crackcident | 32"     | 27/05/2012                  | A exibir                  | A exibir                    |
| 01        | 08       | Weirdos Need Girlfriends Too              | 32"     | 03/06/2012                  | A exibir                  | A exibir                    |
| 01        | 09       | Leave Me Alone                            | 32"     | 10/06/2012                  | A exibir                  | A exibir                    |
| 01        | 10       | She Did                                   | 32"     | 17/06/2012                  | A exibir                  | A exibir                    |

## Elenco

### Principal
- Lena Dunham como Hannah Horvath

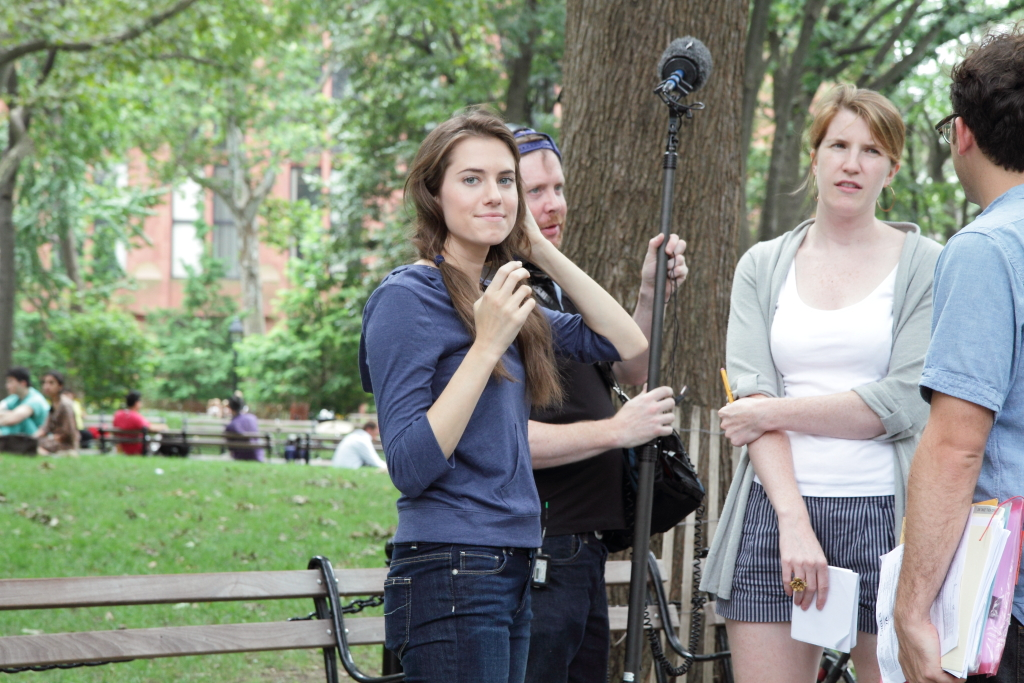
Allison Williams nas gravaçoes de Girls

- Allison Williams nas gravaçoes de GirlsAllison Williams como Marnie Michaels
- Jemima Kirke como Jessa Johansson
- Zosia Mamet como Shoshanna Shapiro
- Adam Driver como Adam Sackler

### Recorrente
- Christopher Abbott como Charlie
- Alex Karpovsky como Ray Ploshansky
- Andrew Rannells como Elijah
- Richard Masur como Rich Glatter
- Becky Ann Baker e Peter Scolari como Loreen and Tad Horvath
- Kathryn Hahn e James LeGros como Katherine and Jeff Lavoyt
- Chris O'Dowd como Thomas-John

## Indicações e Prémios
Em 19 de Julho de 2012, a série recebeu cinco indicações ao Emmy Primetime, incluindo "Melhor Série de Comédia", "Melhor Atriz", "Argumentista/Roteirista", e "Realizadora/Diretora", todos para Dunham.
Em 13 de Janeiro de 2013, a série ganhou dois globos de ouro como melhor série de comédia e melhor atriz para Lena Dunham.